# Élections cantonales jurassiennes de 2025
Les élections cantonales jurassiennes de 2025 ont lieu le 19 octobre 2025 afin de renouveler pour cinq ans les membres du parlement et du gouvernement du canton suisse du Jura.

## Mode de scrutin

### Parlement cantonal
Le parlement cantonal est élu au scrutin proportionnel plurinominal par districts. Chaque district reçoit au minimum trois mandats. Le nombre de voix dont dispose chaque électeur est égal au nombre de conseillers à élire dans son district.

### Gouvernement du Jura
Le Gouvernement, composé de cinq membres, est élu selon le système plurinominal majoritaire à deux tours, les électeurs disposant d'un nombre de voix égale au nombre de personnes à élire. Pour être élu au premier tour un candidat doit obtenir une majorité absolue de voix. La majorité absolue consistant pour un candidat en la moitié du nombre des votants. Si moins de 5 candidats obtiennent la majorité absolue des voix, un second est organisé où les candidats obtenant le plus de voix sont élus en fonction du nombre de sièges encore à remplir.

## Contexte
Cette élection sera marquée par la participation de la commune de Moutier, qui votera pour la première fois dans le Canton du Jura. Bien que la commune ne soit officiellement rattachée au Jura qu'à partir du 1er janvier 2026, le concordat signé entre les cantons de Berne et du Jura en 2023 prévoit que la population de Moutier pourra déjà participer aux élections jurassiennes de 2025.
En conséquence de ce rattachement, la répartition des sièges par district a été modifiée comme suit :  
| Districts          | Sièges en 2020 | Sièges en 2025 |
| ------------------ | -------------- | -------------- |
| Delémont           | 30             | 26             |
| Franches-Montagnes | 10             | 9              |
| Porrentruy         | 20             | 18             |
| Moutier            |                | 7              |
| Total              | 60             | 60             |

## Campagne
En avril 2025, la ministre socialiste Nathalie Barthoulot annonce qu'elle ne sera pas candidate à un troisième mandat. Le ministre chrétien-social David Eray annonce lui aussi en avril ne pas solliciter un troisième mandat. Les trois autres ministres sortants, Martial Courtet et Stéphane Theurillat (Le Centre)  ainsi que Rosalie Beuret Siess (PS) sont tous candidats.